# Krähenmoor II
Das Krähenmoor II ist ein Naturschutzgebiet in der niedersächsischen Gemeinde Stöckse im Landkreis Nienburg/Weser.
Das Naturschutzgebiet mit dem Kennzeichen NSG HA 103 ist 180 Hektar groß. Im Westen grenzt es direkt an das Naturschutzgebiet „Krähenmoor“, nach Norden und Südwesten grenzt es an das Landschaftsschutzgebiet „Die Krähe“. Das Gebiet steht seit dem 17. Juli 1986 unter Naturschutz. Zuständige untere Naturschutzbehörde ist der Landkreis Nienburg/Weser.
Das Naturschutzgebiet liegt zwischen Nienburg und Steimbke. Es handelt sich um den Teiles eines von Grund- und Endmoränen umgebenen Hochmoorgebietes mit teilweise unkultiviertem Hochmoor, extensiv bewirtschaftetem Grünland und teilweise aufgelassenen Hochmoorgrünland. In den Randbereichen sind vereinzelt Bereiche zu Äckern und aufgeforstete Flächen kultiviert worden. Daneben sind Bereiche mit Moorwald zu finden.
Im Rahmen der Unterschutzstellung ist die Wiedervernässung des Torfkörpers sowie Entkusselungsmaßnahmen zur Vermeidung des Zuwachsens der Moorflächen vorgesehen.
Das Gebiet wird von Krähenmoorgraben und Schiffgraben durchflossen. Der Schiffgraben entwässert das Gebiet über den Führser Mühlbach zur Weser.